# Anita Blaze
Anita Blaze (ur. 29 października 1991 w Les Abymes, Gwadelupa) – francuska florecistka, srebrna medalistka olimpijska i czterokrotna medalistka mistrzostw świata.
Szermierkę zaczęła uprawiać w wieku 4 lat, uczyła się jej początkowo w klubie szermierczym w Petit-Bourg.
W 2012 roku uczestniczyła w igrzyskach olimpijskich w Londynie (wzięła udział w zawodach dzięki zmianie dokonanej podczas meczu drużyny francuskiej o brązowy medal, weszła wówczas do walk za Ysaora'ę Thibus). Brała też udział w igrzyskach olimpijskich w Tokio, gdzie Francuzki w składzie: Ysaora Thibus, Pauline Ranvier, Anita Blaze i Astrid Guyart zajęły drugie miejsce w rywalizacji drużynowej. W zawodach indywidualnych zajęła tam 22. pozycję.
Podczas mistrzostw świata w Budapeszcie (2013) zdobyła srebrny medal w zawodach drużynowych. Reprezentacja Francji z Blaze w składzie zdobywała także brązowe medale na mistrzostwach świata w Moskwie (2015), mistrzostwach świata w Wuxi (2018) i mistrzostwach świata w Kairze (2022).
Ponadto wywalczyła srebrny medal drużynowo na igrzyskach europejskich w Krakowie (2023).
Wielokrotna drużynowa medalistka mistrzostw Europy. Indywidualna wicemistrzyni Francji z 2013 roku.